# São Sebastião do Uatumã
São Sebastião do Uatumã é um município brasileiro do interior do estado do Amazonas, Região Norte do país, Pertencente à Região Geográfica Intermediária de Parintins e Região Geográfica Imediata de Itacoatiara, fica 247 quilômetros a leste de Manaus. Sua população, de acordo com estimativas do Instituto Brasileiro de Geografia e Estatística (IBGE), é de 12 247 habitantes em 2024. O município abriga a estrutura mais alta da América Latina, a Torre Alta de Observação da Amazônia, com 325 metros de altura, E é palco de um dos maiores festivais de Pesca Esportiva do Amazonas, A Festa do Tucunaré

## História

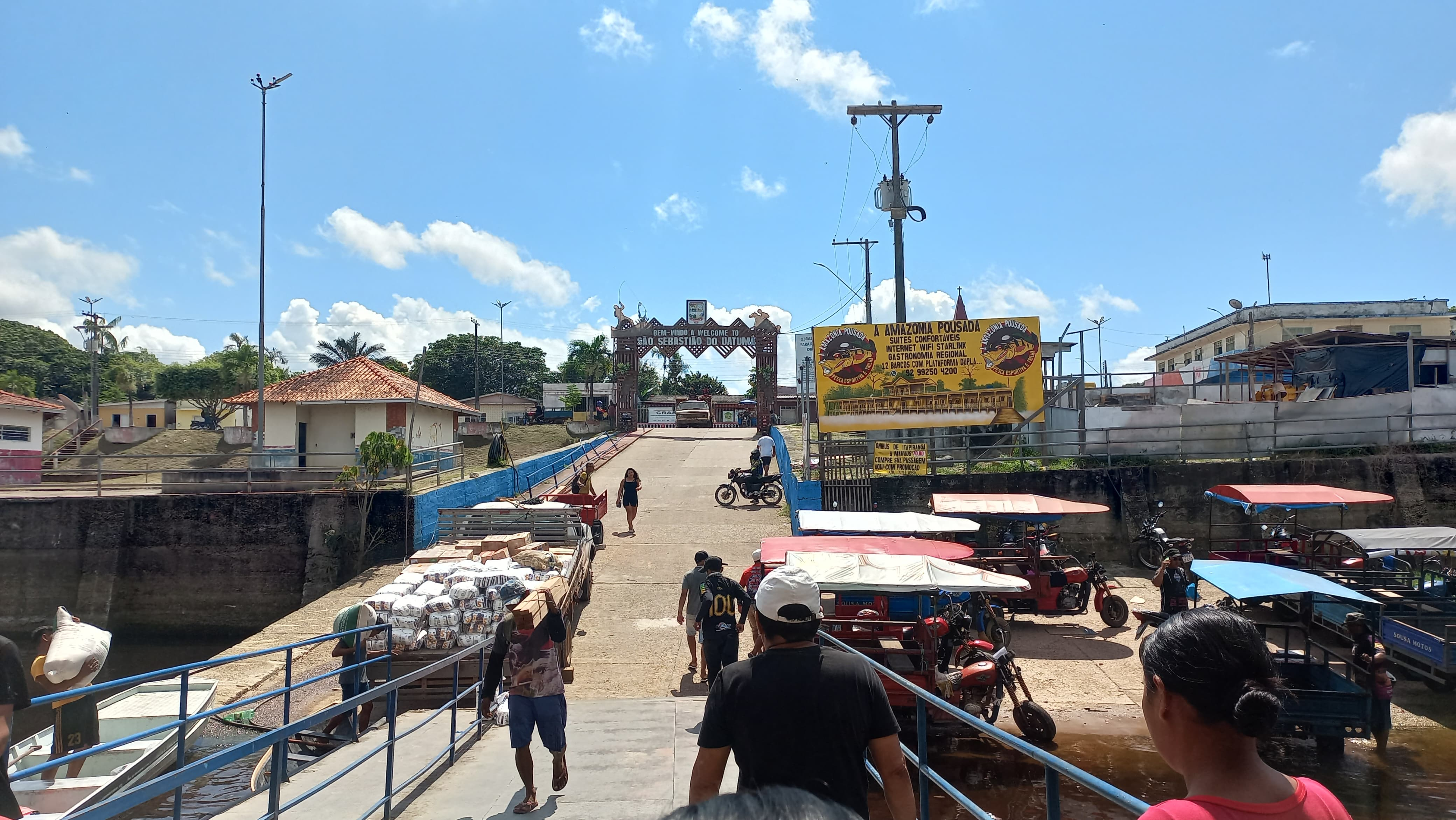
A entrada da cidade

O município de São Sebastião do Uatumã, foi fundado em 10 de dezembro de 1981, a partir da Emenda Constitucional nº 12, virando um municipio, se desmembrando da cidade de Urucará, do qual fazia parte, sendo um distrito. 

## Demografia
Sua população em 2022, segundo o Censo de 2022 realizado pelo Instituto Brasileiro de Geografia e Estatística (IBGE), era de 11 670 habitantes.
Em 2024, segundo estimativas do IBGE, o município alcançou 12.247 habitantes.
O município tem o Índice de Desenvolvimento Humano de 0,577, segundo o censo de 2010, índice considerado baixo. É o 25° maior IDH do estado.

## Transportes
São Sebastião do Uatumã é um dos vários municípios da Região Amazônica que não possuem acesso via terrestre ao restante do país e do estado, sendo apenas acessível via transporte fluvial, tanto de carga quanto de passageiros. Seu acesso por terra pode ser feito pela rodovia AM-010, e pela AM-363, e em Itapiranga, pegar uma balsa para acessar o município.

## Economia
A Economia de São Sebastião do Uatumã é baseada principalmente na agricultura familiar, na pecuária e na extração de recursos naturais, como madeira e produtos da pesca. A cidade também tem potencial turístico devido à sua localização próxima ao Rio Uatumã e à diversidade da fauna e flora da região amazônica.

## Turismo
O Município está incluído no mapa do turismo brasileiro do Ministério do Turismo. O Município é conhecido por ter uma boa quantidade de praias naturais, e principalmente, pela pesca esportiva, do peixe tucunaré, que atraí diversos turistas pro município anualmente.